# Aleurocanthus gordoniae
Aleurocanthus gordoniae is een halfvleugelig insect uit de familie witte vliegen (Aleyrodidae), onderfamilie Aleyrodinae.
De wetenschappelijke naam van deze soort is voor het eerst geldig gepubliceerd door Takahashi in 1941.